# Ferrari F12 Berlinetta

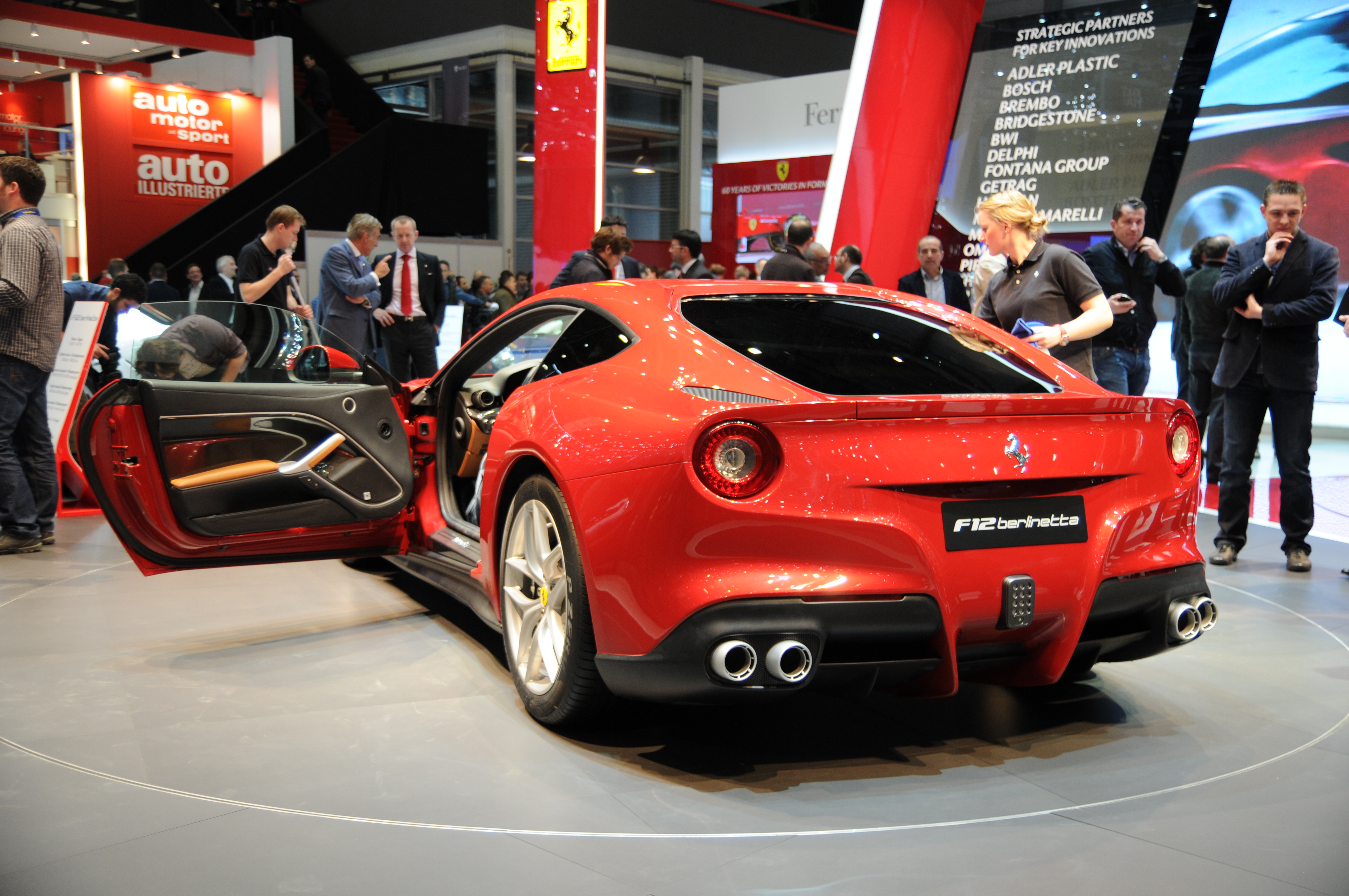
O Ferrari F12 Berlinetta no Salão do Automóvel de Genebra.

O Ferrari F12 Berlinetta é um gran turismo da Ferrari, fabricado desde 2012 até 2017. Tem um motor de 6.3 litros V12 com 740 cv, usa uma caixa de cambio de dupla embreagem com 7 velocidades, peso de 1.525 Kg (seco), o 0 a 100 é feito em 3.1 segundos e o 0 a 200 em 8.8 segundos, podendo chegar aos 340 km/h. É o substituto natural do Ferrari 599 GTB Fiorano, sendo por um breve período de tempo o carro de rua mais rápido já feito pela casa do Cavalo Rampante (superando os icônicos 599 GTO e Enzo) com o tempo de 1 minuto é 23 segundos em Fiorano. Posto esse ocupado pelo recém chegado Ferrari LaFerrari. O F12 Berlinetta foi nomeado "O Supercarro do Ano 2012" pela revista de carros Top Gear. O F12 Berlinetta foi substituído pelo Ferrari 812 Superfast em 2017.